# Sulzfeld (Baden)
Sulzfeld je općina u njemačkoj pokrajini Baden-Württemberg, u okrugu Karlsruhe.

## Stanovništvo
Sulzfeld ima 4650 stanovnika.

## Ugovori o partnerstvu
- Avize, Francuska
- El Cajon, Kalifornija, SAD

## Vanjske poveznice
- Službena stranica (njem.)

### Ostali projekti
|  | Zajednički poslužitelj ima još gradiva o temi Sulzfeld |